# Baskin (Louisiane)
Pour les articles homonymes, voir Baskin.
Baskin est un village de la paroisse de Franklin, en Louisiane, aux États-Unis. Sa population est évaluée à 254 habitants selon le recensement des États-Unis de 2010.

## Histoire
Baskin a été nommée en l'honneur d'Adolphus McDuffie Baskin, l'un des pionniers.

## Démographie
| Groupe            | Baskin | Louisiane | États-Unis |
| ----------------- | ------ | --------- | ---------- |
| Blancs            | 92,1   | 62,7      | 72,4       |
| Afro-Américains   | 5,9    | 32,0      | 12,6       |
| Métis             | 1,6    | 1,6       | 2,9        |
| Amérindiens       | 0,4    | 0,7       | 0,9        |
| Autres            | 0      | 3,0       | 11,2       |
| Total             | 100    | 100       | 100        |
|                   |        |           |            |
| Latino-Américains | 0      | 4,3       | 16,7       |

Selon l'American Community Survey, pour la période 2011-2015, 99,64 % de la population âgée de plus de 5 ans déclare parler anglais à la maison, alors que 0,36 % déclare parler le français.